# Cégep Marie-Victorin
 (décembre 2023).
Le Cégep Marie-Victorin est un  collège d'enseignement général et professionnel situé au nord-est de l'Île de Montréal. Il a été nommé en l'honneur du Frère Marie-Victorin.
Le Cégep Marie-Victorin est un établissement d’enseignement supérieur collégial qui offre une formation à une population jeune et adulte d’environ 3 800 étudiants à l’enseignement régulier et d’environ 3 000 étudiants dans différents programmes à la Formation continue sur plusieurs sites d’enseignement. C'est un cégep public, depuis 1993, entouré de plusieurs pavillons formant une véritable cité étudiante.

## Historique

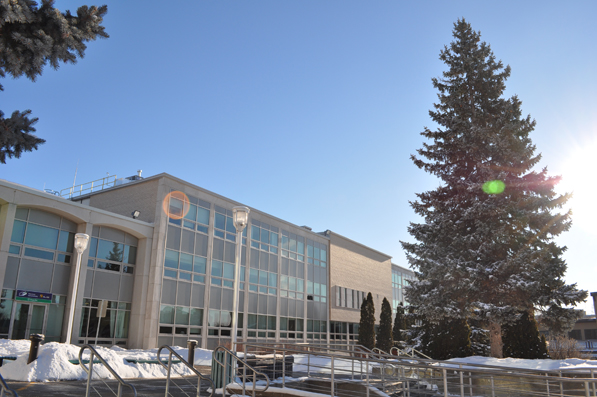
Pavillon principal du Cégep Marie-Victorin.

### L'ère du Scolasticat
D’abord fondé en 1965 par six communautés religieuses, le Scolasticat central de Montréal, alors école normale privée pour jeunes gens laïcs et religieux, a plusieurs missions, dont celle d’assurer la formation ou le recyclage des maîtres. Il offre également des cours pour les élèves de 5e secondaire de 1968 à 1971. Entre 1969 et 1970, à la suite des recommandations du rapport Parent, le Scolasticat prend le nom du Collège Marie-Victorin et devient une institution privée d’ordre collégial. Le service de l’Enseignement aux adultes est officiellement créé. C’est aussi l’apparition des premiers cours d’été et des sessions sportives.

### Le passage du «privé» au «public»
Le 15 janvier 1993, le ministère de l'Enseignement supérieur et de la Science du Québec achète le Collège Marie-Victorin et en fait le 47e cégep de la province. Sa conversion lui permet  d’accueillir plus de 2 800 étudiants dès le mois de septembre de la même année.C'est à ce moment que de nouveaux programmes techniques sont implantés : Commercialisation de la mode, Design d’intérieur, Graphisme, Réadaptation physique, Théâtre, Travail social et Architecture, un programme aujourd’hui suspendu. Entre-temps, des travaux d’aménagement et d’agrandissement dotent l’établissement de plusieurs bâtiments. La toile pavillonnaire du Cégep s’étend jusqu’au centre-ville, où il y aura un campus de 1985 à 1995.

### Les principaux travaux de 1977 à 2011

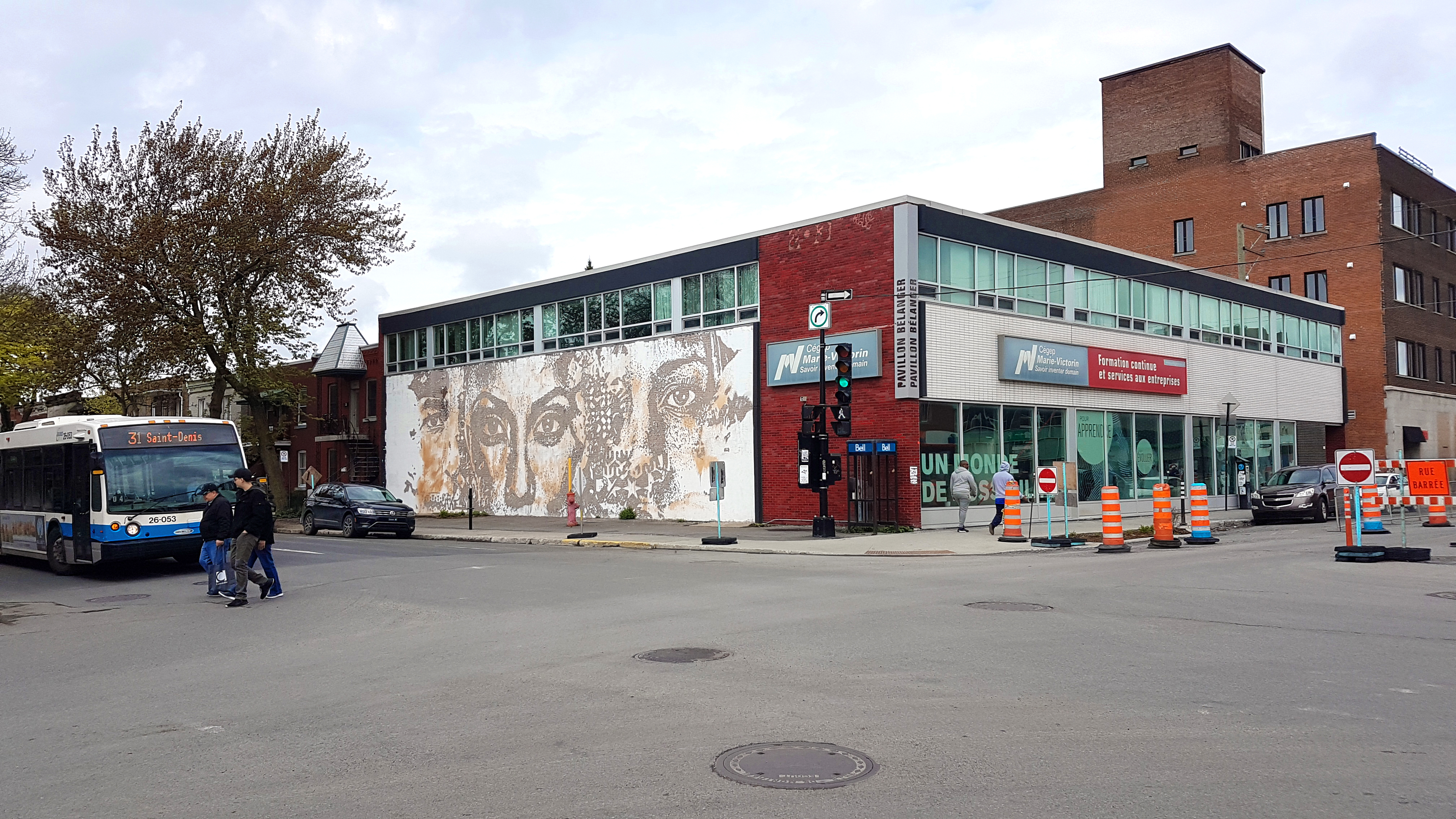
Pavillon Bélanger en 2019.

- Pavillon Triest (1re annexe 1977, aile « S », et construction de la 2e annexe mai 1980, aile « R »)
- Inauguration de la nouvelle cafétéria, anciennement chapelle (1981)
- Inauguration de l’aile « F » du pavillon central qui abrite aujourd’hui les « Techniques humaines »; Éducation à l’enfance, Éducation spécialisée et Travail social (1985)
- Pavillon Bélanger pour la Formation continue et les Services aux entreprises (inauguré en 1989)
- Transformation du Pavillon Champagnat (1994)
- Agrandissement de la bibliothèque (1998)
- Nouveau pavillon pour le Département de musique, le pavillon Guillaume-Couture (2002)
- Transformation du pavillon « S » pour le Département de mode (2002) et construction d’un nouveau pavillon attenant celui-ci, le Pavillon Gaby-Bernier (2003)
- Centre de la petite enfance Picasso avec un centre d’observation pour les étudiants du programme d’Éducation à l’enfance (inauguré en 2005) et centre de formation Danielle-Laporte (2006).
- Transformation du pavillon Dujarié aménagé afin de centraliser les locaux de la Formation continue (2007)
- Rénovation des locaux et laboratoires du programme de Sciences de la nature (2009)
- Construction du Complexe sportif Marie-Victorin[1] avec un stade de soccer intérieur pouvant accueillir 900 spectateurs (Inauguration en 2010).

### L’inauguration des ailes
En 2006, le Cégep Marie-Victorin procède à l’inauguration de trois ailes, soit le pavillon des techniques humaines qui abrite les programmes d’Éducation à l’enfance, d’Éducation spécialisée et de Travail social, et qui prendra le nom de Léa Roback, une célèbre militante du droit des femmes. Le pavillon Triest et ses trois blocs (T, S et R) changeront de nom en hommage à Jean-Paul-Limoges (Bloc S), un enseignant qui a collaboré à l’élaboration du programme de Design de mode, et à Fernand Dumont (Bloc R), un réputé professeur de sociologie de la culture qui a fait carrière à l'université Laval.

### Plan éducatif
En 2000, le Cégep dépose le projet éducatif, projet qui deviendra son leitmotiv et une ligne de conduite vers une institution ouverte sur le monde qui encourage le développement d’étudiants autonomes et de citoyens responsables. Le projet s’appuie d’ailleurs toujours aujourd’hui sur les trois mêmes principes fondateurs soit :
- L’ouverture aux savoirs
- La découverte d’autrui et du monde
- Le développement de la personnalité

## Programmes
Le Cégep Marie-Victorin offre à la fois des programmes préuniversitaires, des programmes techniques et des doubles DEC.
- Programme préuniversitaire - Arts, lettres et communications
  - Profils: Cinéma, Médias, Littérature, Théâtre, Langues
- Programme préuniversitaire - Arts visuels
  - Profils: Beaux-arts, Arts médiatiques
- Programme préuniversitaire - Histoire et civilisation
- Programme préuniversitaire - Musique
  - Profils: Classique, Jazz
- Programme préuniversitaire - Sciences de la nature
  - Profils: Sciences de la santé, Science pures et appliquées, Vers l'enseignement des sciences (unique au Québec)
- Programme préuniversitaire - Sciences humaines
  - Profils: Individu, Administration, Général avec mathématiques, Monde - Projet international
- Double DEC - Sciences de la nature (sciences de la santé ou sciences pures et appliquées) et Musique (classique ou jazz)
- Double DEC - Sciences de la nature (sciences de la santé ou sciences pures et appliquées) et Sciences humaines (individu)
- Double DEC - Sciences de la nature (sciences de la santé ou sciences pures et appliquées) et Arts visuels (beaux-arts ou arts médiatiques)
- Double DEC - Sciences humaines (individu) et Musique (classique ou jazz)
- Double DEC - Sciences humaines (individu) et Arts visuels (beaux-arts ou arts médiatiques)
- Double DEC - Arts, lettres et communication (cinéma) et Musique (classique ou jazz)
- Programme technique - Design d'intérieur
- Programme technique - Éducation à l'enfance
- Programme technique - Éducation spécialisée
- Programme technique - Graphisme
- Programme technique - Design de mode
- Programme technique - Commercialisation de la mode
- Programme technique - Production de la mode
- Programme technique - Physiothérapie
- Programme technique - Musique et chanson
- Programme technique - Travail social
- Tremplin DEC

## Recherche

### Chaire UNESCO
La Chaire UNESCO de recherche appliquée pour l’éducation en prison s’inscrit dans le prolongement du Cadre d’action de Bélem, adopté à la Sixième Conférence internationale sur l’éducation des adultes qui recommande d’assurer l’éducation des adultes en milieu carcéral à tous les niveaux appropriés. Compte tenu du rôle et des mandats de l’UNESCO pour la mise en œuvre du Cadre d’action de Bélem, la Chaire UNESCO de recherche appliquée pour l’éducation en prison contribue à assurer l’éducation des adultes en milieu carcéral. À l'échelle mondiale, le Cégep Marie-Victorin est le premier cégep à obtenir une Chaire UNESCO et le premier également dans le domaine de l'Éducation en prison.
La Chaire UNESCO de recherche appliquée pour l’éducation en prison a pour mission de promouvoir, stimuler et encourager la recherche appliquée liée aux différents aspects de l’éducation en prison et d’intensifier la réflexion et les actions en la matière sur le plan international.
Depuis près de 40 ans, le Cégep Marie-Victorin, en partenariat avec le Service correctionnel du Canada et le ministère de l’Éducation, du Loisir et du Sport, assume l’exclusivité de l’enseignement collégial en milieu carcéral. Il offre des programmes diplômant en diverses disciplines ainsi que des programmes non formels, tels que la « préparation à la sortie », « vivre au masculin » et « l’accompagnement en communauté » dans les pénitenciers fédéraux de la province de Québec.

### Vestechpro
Le Cégep Marie-Victorin détient, depuis le 20 septembre 2011, un nouveau centre de recherche et d’innovation en habillement, Vestechpro. Le centre a pour objectif de proposer aux entreprises du milieu de l’habillement des services de soutien à l’innovation, à la recherche et au développement, en leur offrant des activités de formation et de perfectionnement et en diffusant de l’information stratégique qui leur permettra de se positionner avantageusement dans un contexte mondialisé.

## Projets internationaux
Le Bureau de développement international offre à la communauté collégiale un service de développement, de coordination, de conseil et d’encadrement des activités de formation à l’étranger, en lien avec la politique de l’internationalisation du Cégep Marie-Victorin. Il recommande à la direction les projets issus des différents programmes de formation. Il recueille et diffuse l’information relative aux projets internationaux. Il est responsable des communications avec les divers partenaires et bailleurs de fonds. Il est également responsable de l’accueil et de l'intégration harmonieuse des étudiants étrangers.

## Campus Marie-Victorin
Le campus comporte le Complexe sportif Marie-Victorin (CS), la salle Désilets (B), le centre de la petite enfance (CPE) La Vigie, une clinique-école de physiothérapie (CH) et l'École de mode, en plus de ses neuf pavillons:
- Pavillon central (A, B, C, D, E, G)

- Pavillon Champagnat (CH)
- Pavillon Gaby-Bernier (M)
- Pavillon Jean-Paul-Limoges (Triest S)
- Pavillon Fernand-Dumont (Triest R)
- Pavillon Triest (Triest T)
- Pavillon Guillaume-Couture (H)
- Pavillon Léa-Roback (F)
- Pavillon Dujarié (DU)

La bibliothèque, nommée Simonne-Monet-Chartrand, une célèbre militante du droit des femmes au Québec, se trouve dans l'aile G du pavillon principal. Le Cégep possède également un syndicat étudiant (le SECMV, Syndicat étudiant du cégep Marie-Victorin).

### Complexe sportif Marie-Victorin
Le Complexe sportif Marie-Victorin est situé au 7000, boulevard Maurice-Duplessis, à Montréal et a été inauguré le 17 septembre 2010. Il est l’un des six stades de soccer certifiés 2 étoiles par la FIFA en Amérique du Nord. Il dispose d’un gymnase double, de trois salles polyvalentes, d’une salle d’entraînement en musculation entourée d’une piste de course intérieure.

### Espace 7000 | Salle Désilets
Le Centre culturel Espace 7000 permet au public d’assister à des spectacles présentés par la Maison de la culture Rivière-des-Prairies, les Grands Explorateurs, l’Orchestre métropolitain ainsi que par des organismes locaux.

### CPE Picasso
Le Cégep Marie-Victorin a établi un partenariat avec le Centre de la petite enfance Picasso, dont la deuxième installation, La Vigie, est située sur son campus, adjacent au Département d’éducation à l’enfance. La Vigie peut accueillir 80 enfants, de la pouponnière à l'âge de cinq ans, dont 50 places sont réservées aux enfants du personnel de même qu’aux étudiants.

### Clinique-école de physiothérapie
La Clinique de physiothérapie du Cégep Marie-Victorin vous offre la possibilité d'être traité par les étudiants du programme de Réadaptation physique, sous la supervision étroite de membres de l'Ordre professionnel de la physiothérapie du Québec.
Le service offert est le même que celui proposé en centre hospitalier ou en clinique privée.

### L'École de mode
Bien que les trois programmes de mode soient distincts, au même titre que les autres programmes du Cégep, ils sont aussi reconnus sous l'appellation « École de mode ».
École de mode :
Appellation donnée par le Cégep Marie-Victorin au regroupement des programmes d'études de Design de mode, de Commercialisation de la mode et du module de Production de la mode. Se joint à ce regroupement un Centre collégial de transfert en technologie de l'habillement, Vestechpro, affilié au Cégep. Un environnement qui permet d'offrir en un seul endroit une formation solide dans le secteur de la mode à nos futurs diplômés et une expertise en recherche et développement pour l'industrie de l'habillement.

## Autres campus

### Pavillon Bélanger
Le pavillon Bélanger, situé dans l'arrondissement Rosemont-La-Petite-Patrie, offre des formations destinées aux entreprises privées et aux organismes publics et parapublics. Plusieurs types de formations sont offertes, comme en administration, en gestion et en ressources humaines.

## Prix, mentions et distinctions
- 2009 - Lauréat du 2e prix au Défi Meilleurs Employeurs[12] dans la catégorie 500 employés et plus
- 2011 - Prix d’excellence CECOBOIS [13] pour Le Complexe sportif Marie-Victorin, catégorie concept structural
- 2011 - Mention spéciale Grafika [14] pour le réaménagement du hall et du Foyer en collaboration avec les enseignants des départements de Graphisme, de Design d’intérieur et d’Arts plastiques.
- 2011 - Certification Cégep Vert[15], niveau excellence
- 2011 - Lauréat aux Grands Prix du Design[16] dans la catégorie Grandes idées à petit budget pour le réaménagement du Rond-Point

## Transports
En 2002, une navette reliant directement le Cégep au métro Radisson en 15 minutes est mise en place en collaboration avec la Société de transport de Montréal (STM). Elle est nommée 444 - Express Cégep Marie-Victorin depuis janvier 2012, mais portait à l'origine le numéro 77.
L’ouverture d'un tronçon de l'autoroute 25 et du pont Olivier-Charbonneau vers la rive-nord, en mai 2011, a considérablement augmenté l’accessibilité du Cégep Marie-Victorin. Un autobus, le 30-30G d'Exo Terrebonne-Mascouche, effectue le trajet entre le Terminus Terrebonne et le Cégep Marie-Victorin en 12 minutes.